# Estación de Bogatell
Bogatell es una estación de la línea 4 del Metro de Barcelona. Está situada bajo la calle Pujades, en el tramo entre las intersecciones con las calles Pamplona y Zamora, en el distrito de San Martín.

## Historia
La estación se inauguró en 1977 como parte de la línea IV y con el nombre de Pedro IV, por su proximidad a la calle homónima. En 1982 con la reorganización de los números de líneas y cambios de nombre de estaciones pasó a ser una estación de la línea 4, y cambió su nombre por el actual de Bogatell.

## Líneas y conexiones
| << cabecera   | < estación                  | línea | estación > | cabecera >> |
| ------------- | --------------------------- | ----- | ---------- | ----------- |
| Metro         |                             |       |            |             |
| Trinitat Nova | Ciutadella \| Vila Olímpica |       | Llacuna    | La Pau      |